# Rim Song-Sim
Rim Song-Sim (6 de agosto de 1995) es una deportista norcoreana que compite en judo. Ganó una medalla de bronce en los Juegos Asiáticos de 2018, y dos medallas de bronce en el Campeonato Asiático de Judo en los años 2015 y 2019.

## Palmarés internacional
| Juegos Asiáticos    | Juegos Asiáticos    | Juegos Asiáticos  | Juegos Asiáticos |
| Año                 | Lugar               | Medalla           | Categoría        |
| ------------------- | ------------------- | ----------------- | ---------------- |
| 2018                | Yakarta (Indonesia) | Medalla de bronce | –52 kg           |
| Campeonato Asiático |                     |                   |                  |
| Año                 | Lugar               | Medalla           | Categoría        |
| 2015                | Kuwait (Kuwait)     | Medalla de bronce | –52 kg           |
| 2019                | Fujairah (EAU)      | Medalla de bronce | –52 kg           |